# Anita Kobuß
Ne doit pas être confondu avec Anita Nüßner.
Anita Kobuß (née le 13 février 1944 à Mittweida) est une kayakiste est-allemande qui a concouru dans les années 1960 et 1970. Elle a participé aux Jeux olympiques d'été de 1968.
Aux Championnats du monde, elle remporte quatre médailles.

## Palmarès

### Jeux olympiques
- Jeux olympiques de 1968 à Mexico
  - 5e en K-2 500 m

### Championnats du monde
- Championnats du monde de course en ligne de canoë-kayak de 1966 à Berlin-Est :
  -  Médaille d'or en K-2 500 m
  -  Médaille de bronze en K-1 500 m
  -  Médaille de bronze en K-4 500 m

- Championnats du monde de course en ligne de canoë-kayak de 1970 à Copenhague :
  -  Médaille d'argent en K-4 500 m